# キューポラのある街
『キューポラのある街』（キューポラのあるまち）は、早船ちよの児童文学シリーズ。1962年に映画化、テレビドラマ化された。

## 概要
1959年（昭和34年）から翌年にかけ1年間、雑誌『母と子』に『キューポラのある町』の題で連載され、1961年（昭和36年）に彌生書房より単行本化された。1962年（昭和37年）、日本児童文学者協会賞を受賞。
鋳造工場の溶解炉＝「キューポラ」の煙突が多く見られた埼玉県川口市を舞台とした青春ドラマである。鋳物職人の娘である主人公・石黒ジュンの周囲で起こる貧困、家族の衝突、民族、友情、性などの問題が描かれる。
のち、財団法人大阪国際児童文学館（大阪府立中央図書館国際児童文学館の前身）により、「日本の子どもの本100選 戦後編」の1作に選出された。

### 書誌
上記の単行本のあと、続編シリーズや再刊版が以下のように刊行された。
理論社刊（小説国民文庫）
- キューポラのある街 第1部（1963年） - 上記彌生書房版の定稿版。
- キューポラのある街 第2部 未成年（1964年）
- キューポラのある街 第3部 赤いらせん階段（1967年）
- キューポラのある街 第4部 さくらさくら（1970年）

理論社刊（新装版）
上記1～4部の新装に合わせ、以下の新刊が加わった。
- キューポラのある街 第5部 青い嵐（1972年）
- キューポラのある街 リスの巻 キューポラ銀座（1975年）

講談社文庫刊
1977年に外編の「リスの巻」を除く5部が文庫化された。また、第1部は「ジュン」という副題が加えられた。

## テレビドラマ
本作を原作とするテレビドラマが、1962年11月6日にフジテレビの『シャープ火曜劇場』で放送された。

### キャスト（テレビドラマ）
- 須賀不二夫
- 三崎千恵子
- 十朱幸代
- 二瓶康一

### スタッフ（テレビドラマ）
- 脚色：窪川健造
- 演出：丹羽茂久

| フジテレビ シャープ火曜劇場 | フジテレビ シャープ火曜劇場         | フジテレビ シャープ火曜劇場 |
| 前番組                      | 番組名                              | 次番組                      |
| --------------------------- | ----------------------------------- | --------------------------- |
| あの島はもうない            | キューポラのある街 （テレビドラマ） | 断層                        |